# Derek Appleby
Derek Appleby (Paignton, 7 februari 1937 – 19 januari 1995) was een bekende Britse docent astrologie, en voorzitter van de  Astrological Lodge of London. Hij heeft ook een aantal boeken op zijn actief over traditionele westerse astrologie.
Toen Appleby in de jaren 1970 in het bezit kwam van een oude kopie van William Lilly's 17e-eeuwse Christian Astrology, nam hij zich voor om de traditionele astrologie nieuw leven in te blazen. Samen met Geoffrey Cornelius lag hij aan de basis van de vernieuwde belangstelling voor uurhoekastrologie, een vorm van voorspellende vraag-en-antwoord-astrologie die tot in Lilly's tijd heel populair was en later verdrongen werd door analyses van persoonlijke horoscopen. Daarnaast publiceerde en gaf hij ook lezingen over mundaanastrologie en politieke astrologie.
Zijn bekendste werk is Horary Astrology: An Introduction to the Astrology of Time, dat in  2005 heruitgegeven werd door Astrology Classics. In 1986 bracht uitgeverij Servire een Nederlandse vertaling uit met de titel Uurhoekastrologie- Een analyse van levensvraagstukken elk uur van de dag. Hoewel de invloed van Lilly duidelijk is, verwerkt Appleby in dit boek ook eigen inzichten op basis van zijn ervaringen met uurhoekvragen. In de eerste negen hoofdstukken legt Appleby de regels van de uurhoekastrologie uit. Meer dan de helft van het boek besteedt hij  aan praktische uitwerkingen van uurhoekvragen die klanten hem gesteld hebben. Verschillende categorieën van vragen komen in deze hoofdstukken aan bod:
- Huwelijk en relaties
- Baby's en geboorten
- Eigendom
- Opleiding
- Carrière en sociale status
- Verlies en diefstal
- Ziekte en dood
- Diversen

Derek Appleby stierf op 19 januari 1995 aan een hartaanval.